# 渋川義俊
渋川 義俊（しぶかわ よしとし）は、室町時代中期の武将・守護大名、九州探題。

## 略歴
応永7年（1400年）、渋川満頼の子として誕生。足利義満から編諱を受け義俊と名乗る。父・満頼が探題職を退いたため、代わって九州探題となる。その交替時期については『史料綜覧』などの応永25年（1418年）交替説、高柳光寿などの応永26年（1419年）交替説、三浦周行などの応永27年（1420年）交替説があるが、川添昭二は満頼の探題としての最後の発給文書などから応永26年交替説をとっている。
李氏朝鮮が対馬国に侵攻した応永の外寇に対処。
『歴代鎮西志』によると応永30年（1423年）に少弐満貞に攻められ、博多を根拠とすることが困難となり、その貿易商人の支持も失った。
肥前国に山浦城を築いていたが、応永31年（1424年）に筑紫冬門に攻められ、さらに応永32年（1425年）には再び満貞に敗れた。そのため正長元年（1428年）に探題職を従弟・渋川満直に譲り、自らは筑後国酒見城にて隠棲生活を送った。
永享6年（1434年）11月14日、筑後酒見にて死去。享年35。
子・義鏡は後に享徳の乱で堀越公方足利政知を伴って関東に下向する。また、斯波氏を継承した斯波義廉は孫に当たる。